# ほしフル
『ほしフル 〜星藤学園天文同好会〜』（ほしフル せいとうがくえんてんもんどうこうかい）は、2007年9月28日にF&C FC01から発売された成人向け恋愛アドベンチャーゲーム。
虎向ひゅうらの作画による漫画版が月刊コンプエース2007年9月号から2008年6月号まで連載された。
2008年7月31日にはPiacciからPlayStation 2版『ほしフル 〜星の降る街〜』が発売された。

## あらすじ
主人公の月舘陽は従姉の楠原琴音に勉強を習い、進学校の私立星藤学園に合格できた。そして、合格した時に琴音に告白すると決めていた陽は、その日のうちに告白するが、「それは自分に対しての憧れであって、恋心ではない」と言われて玉砕する。
それから数か月が経ち、季節が夏になっていた。陽もその頃には落ち込むことは無かったが、友人の海道惑に誘われて天文同好会に入り、琴音と接する機会が多いものの何事も無い平穏な日々を送っていた。夏休みに入り、「惑は琴音と付き合いたいから手伝ってくれ」と言われた陽は、複雑な気分でそれを引き受けるが、そのほかにも様々な片思いの事情を知ってしまう。そして、陽も色々な女の子と付き合うことが多くなり、彼の心は大きく揺れ動いていく。

## 登場人物
声優は非公開。

### メインキャラクター
月舘 陽（つきだて あきら）
誕生日：12月13日（射手座） 血液型：B型
本作の主人公。私立星藤学園1年生。学園の合格発表の日に従姉である琴音に告白しているが玉砕している。琴音の事を諦めたものの、惑が琴音と付き合うための手伝いをすることになる。なお、振られたことを知っているのは琴音と水季だけである。
現在は両親と共に3人暮らし。母親の方はよくしゃべるが、父親の方はしゃべる事はない。学園では惑に誘われて天文同好会に入部している。自ら進んで入部した訳ではないものの、家庭教師の休憩中などに琴音が話してくれた星の話を一生懸命覚えようと努力したことから、星に関する基本的な内容は知っている。現在、生徒会で飼っている鶏の餌やりや掃除などを担当している。半分に割れた石のペンダントを大事に身に付けているが、何故大事にしているのかなどは全く覚えていない。
性格は至って真面目で友人に対してよく気を使う場面が多い。そして、惑と水季が喧嘩をするのを止めたり、変わっている人間が多いせいかツッコミを入れる場面が多い。相手との約束を守ることを異常に固執しており、自分ができる約束ならばどんなに無理してでも実行しようとする。
彼の約束に対する異常なまでの固執は、幼い頃に瑠歌との約束を守れなかったことに起因している。だが、ヒロインたちの中で最も早く知り合い互いに好きあっていた瑠歌のことを全く覚えておらず、過去の痕跡として残っているのは、肌身離さず持っている半分に割れた石のペンダントと約束への極端な拘り、子供の頃から時々起こしていた高熱やブラックアウトといった身体的症状くらいである。
楠原 琴音（くすはら ことね）
誕生日：10月7日（天秤座） B 86(C) / W 57 / H 83　血液型：A型
陽の従姉。私立星藤学園3年生。陽が星藤学園に入る前までの4ヶ月家庭教師をしていた事などから、陽にとって憧れの人物。合格発表のときに陽に告白されたが付き合えないと返事をしている。
学園では生徒会長を務め、生徒会内で天とともに天文同好会を立ち上げ副会長を務めている。成績もよく、周りからも人気があるなど完璧に見えるが、運動が苦手という欠点がある。星を見る事が好きで、天文同好会も彼女が設立している。また、天文台によく足を運ぶため、台長とも顔なじみになっている。将来の夢も天文台の台長になる事を目指している。だが、天文学については専門知識はあまり無く、大学で勉強しようと考え、大学進学に向けて勉強をしている。生徒会室に炊飯器やホットプレートがあるのも、彼女が料理をするために持ってきたものである。
性格は明るく朗らかで包容力があり、色々な人間に慕われている。また、無類の卵好きで、全オカズを卵料理にするだけではなく、学園で飼っている鶏から取れる卵を使って卵かけご飯にしている。また、卵を扱う時の態度はハイテンションになり、周りの人間も少し引く事もある。陽の事を「あっちゃん」と呼び、弟のように接している。そのため、陽を子ども扱いすることも多い。
なお、彼女が星を見るのが好きになったきっかけは陽にあり、その舞台となった天文台は彼女にとってかけがえのない大切な場所である。
高塚 水季（たかつか みずき）
誕生日：7月4日（蟹座） B 82(B) / W 57 / H 80　血液型：B型
陽の進学する前からの友人。私立星藤学園1年生。陽のクラスメートでありラクロス部の期待の新人。進学する前から陽と惑と共に遊びに行く事が多いため、陽も彼女と一緒にいることが多い。進学前は陽のことを名前で呼んでいたが、進学直前に「あっちゃん」と呼ぶようになる。
進学する前からラクロスを続けており、学園に入ってからもラクロス部に所属しており、次期エースとして注目されている。背番号は12番。陽（ひなた）とは友人で、ラクロス以外でもよく行動している。動きがすばやく、攻撃のポジションにいる。運動する事が好きで、体力は陽や惑を上回っている。惑から女扱いされておらず、惑が軽口をたたいては彼女が暴力を振るうというのが日常茶飯事である。他の人間より胸が小さいことを気にしている。陽の言う事には素直に聞くことが多く、陽に少し依存している。勉強は壊滅的で、宿題も全部写している。また、成績が悪くても補習すればいいと軽く考えている傾向がある。陽（ひなた）が惑のことを好きだと知っているため、付き合えるように手を尽くそうとしている。趣味はサイクリングで、入学祝いにマウンテンバイクを買ってもらっている。星藤学園に入る前は陽や惑を付き合せてよくサイクリングに行っていたが、今はラクロス部などで二人と時間が合わず行っていない。
性格はかなりハイテンションだが、少々子供っぽいところが多い。そのため、明らかに常識はずれな行動を起こしては、陽によく注意されている。浮き沈みが激しく、ラクロスの試合でも陽がいれば一生懸命にやるが、陽がいないとやる気が出ずに本気を出せない。陽に恋心を抱いているが、本人はそれが恋だと認識していない。この学園に入った理由はラクロス部があるからではなく、陽が志望校を星藤学園にしたから。そのため、必死に勉強して入ったらしい。
星川 瑠歌（ほしかわ るか）
誕生日：10月18日（天秤座） B 75(A) / W 52 / H 75　血液型：O型
二学期の初めにヘルシンキから陽のクラスに転校してきた女の子。髪は金色のツインテールで、瞳の色が緑色と紫色になっているが、れっきとした日本人（なお、彼女の両親は黒髪らしい）。
この町の司祭がぎっくり腰で入院し、両親が司祭代行として選ばれているが仕事の関係上彼女一人が先に来ている。現在、教会の管理を任されているため、たった一人で切り盛りをしている。そのため、学園でも何も部活には入っていない。生活もあまり豊かではなく、食べ物なども安いものを手に入れるようにし、フリーマーケットに出ていたりもしている。
性格は気が強く勝気、学園でもあまり人とは仲良くせずに一人でいることが多い。神の信仰心が強く、礼拝などを欠かさずに行っている。陽ともあまり親しくしない。また、約束などを激しく嫌っている。
幼い頃に陽とよく遊んでいたが、引越しをすることになり、陽と駆け落ちしようと約束する。だが、陽は待ち合わせ場所に来なかったため、陽に裏切りられたと感じ、以後人と接する事を嫌うようになる。陽と分かち合ったペンダントも大事に持っているが、彼女がもう人を信用しないための誓いの証としている。なお、陽が昔遊んだ相手だと理解してからは、周りの人がわかるほど敵意をむき出しになる。しかし陽の本当の気持ちを知ると、それまでと態度が180度変わり周囲もビックリするほどのデレっぷりをみせる。
双葉 陽（ふたば ひなた）
誕生日：1月15日（山羊座） B 88(D) / W 60 / H 85　血液型：AB型
陽のクラスメート。私立星藤学園1年生。
水季と同じくラクロス部に所属しており、ディフェンダーを務めている。背番号は13番。陽や惑より背が高く、スタイルもいい。惑に思いを寄せており、水季が彼女と惑を付き合わせようと努力している。意外にカラオケ好きで、普段の彼女からは考えられないようなメタルなどの熱い曲を選曲する。なお、カラオケの際本を見ずに番号を入れることができるだけではなく、最高で40時間歌い続けたことがあると語っている。
性格は口数が少ないが、周りの人間よりも大人びており面倒見もいい。陽と同じく水季の行き過ぎた行為を止めることが多い。また、意外にも融通が利かないこともある。
鈴木 流史（すずき りゅみ）
誕生日：3月26日（牡羊座） B 90(E) / W 62 / H 88　血液型：A型
陽の先輩。私立星藤学園2年生で、眼鏡をかけた少女。
天文同好会に所属しているだけではなく生徒会の会計も務めている。なお、天文同好会でも会計を務めている。なお、安売りや割引などにうるさいだけではなく、自分自身の買い物帳を付けている。天に片思いしており、琴音といい関係になっている天のことをいつも気にかけている。ホロスコープを覚えている。
性格は真面目で大人し目だが、陽が困った時などに相談に乗ったりと面倒見はいい。また、真面目な性格から琴音や天の行き過ぎた行動のストッパーもしている。怒った時は笑顔による圧力をかけるか、言葉を訛らせて怒鳴ったりする。陽曰く「怒らせたら本当に怖い」らしい。
五辻 明乃（いつつじ あけの）
誕生日：4月22日（牡牛座） B 79(C) / W 52 / H 77　血液型：A型
PS2版で追加されたヒロイン。爪楊枝から航空機販売まで何でも売る五辻財閥のご令嬢。私立星藤学園1年生で陽とは隣のクラス。下々の生活を体験すると言う家訓からこの学園に入学したことで話題になったが、陽は夏休みの直前まで知らなかった。彼女の取り巻きと共に行動しているが、彼女の取り巻きはほとんどがおこぼれを貰うためのご機嫌取りのため、いつも寂しそうな顔をしている。
陽と彼女は接点は全くなかったが、2学期の始めに惑と水季のふざけ合いに巻き込まれた際、事故のような形で彼女にキスしてしまったことで知り合うことになる。初めは彼女も陽に対して悪い印象しか持たなかったが、陽が『五辻財閥のご令嬢』ではなく『五辻明乃』として初めて彼女に意見をすることで彼女自身も変わっていく事になる。
陽が出会ったばかりの頃はプライドが高く高圧的な態度をとっているが実際は自分の気持ちを抑えているだけであり、本来は素直で心優しい少女。親しくなれば誰にでも優しい顔を見せるようになる。お譲言葉で一人称も「わたくし」。成績もトップで容姿端麗だが、身長が低く子供扱いされる事を気にしている。また、一般の常識に疎く、掃除はヘルパーが行うものだと思っていたり、支払いをカードで済ませるものだと勘違いしていた。部活は吹奏楽部に所属しておりフルートの演奏を得意とする。また、絶対音感の持ち主で、一度しか聞いたことがない曲をフルートで演奏したり、カラオケでも一度聞いた曲を歌詞を見ながらで歌ったこともできる。意外にテレビなどもよく見ており、テレビで流れていた音楽をフルートで弾いてくれることもある。
過去に誘拐された経験があり、それ以後過保護に育てられている。下々の生活を体験すると言う家訓は建前であり、本来はセキュリティが万全な全寮制の学園に入れたかったらしいが、彼女が尊敬する音楽の先生がいる学園ということで無理を言って入学したらしい。

### サブキャラクター
海道 惑（かいどう わく）
誕生日：5月16日（牡牛座） 血液型：O型
陽の友人。私立星藤学園1年生で陽のクラスメート。水季よりも長い付き合いで、昼飯なども一緒にいることが多い。琴音に惚れており、陽に自分の恋路を手伝って欲しいと言ってくる。
琴音がいると言う理由から天文同好会に入部しているが、星のことを全く勉強していない。また、勉強も全然できず、スポーツもやっていないため体力が無い。趣味はナンパで、よく女の子に声をかけているが、成功する事はまず無い。また、身長が低い事を気にしている。なお、勉強ができないのに陽が志望校を上げたため、必死に勉強をして合格しているため、特別頭が悪いわけではない。
性格はお調子者で女の子好き。女の子に自分の考えを押し付けるだけではなく、自分から告白されるのではなく相手が告白されることを望んでいる。さらに、自分のいい方向に解釈する事も多く、陽や水季を呆れさせる事も多い。だが、陽の事を気にかけることもあり、けして悪い人間ではない。水季と口喧嘩が多く、大抵は自業自得だが水季の理不尽な言動で殴られることも有る。彼も水季同様に陽に依存している所がある。
澪木 天（みおぎ たかし）
誕生日：8月30日（乙女座） 血液型：B型
天文同好会の会長。私立星藤学園3年生。
生徒会で副会長を務めているだけではなく、成績優秀、スポーツ万能と完璧な人間。また、天文マニアであり、家に何本も望遠鏡があるだけではなく、天文学の専門知識もあり、将来は宇宙飛行士になろうとしている。生徒会に入ったのも、内申点を上げる片手間になると言う考えから。天文同好会の機材は彼が用意した機材である。また、家柄は名家で、両親が五辻家の両親と知り合いから、その縁から五辻家のパーティーに参加していることもある。
性格は冷静沈着。だが、かなり浮世離れている部分があり、無謀な事をしては流史に止められている。天文学について話すときはかなり熱弁になり、琴音でも聞き流す程である。また、かなりマイペースな人間で、海に行ってもみんなと遊ばずに本を読んでいる場面もある。ちなみにジェットコースターは大の苦手。
天文同好会の「会長」が生徒会の「会長」とまぎらわしいので、陽や惑は天のことを「部長」と呼んで区別している。

## スタッフ
- プロデューサー&ディレクター：瑞原奈緒
- キャラクターデザイン&原画：池上茜
- シナリオ：定池真実、葉月もれび
- BGM：野中“マサ”雄一

## 主題歌
オープニングテーマ「Star☆drops」
作詞・作曲：橋本みゆき / 編曲：ANZE HIJIRI / 歌：橋本みゆき
グランドオープニングテーマ「未来の物語」
作詞：ENA☆ / 作曲・編曲：末廣健一郎 / 歌：茶太
エンディングテーマ「Lover's Destiny」
作詞：瀬名 / 作曲：若林充 / 編曲：中西亮輔 / 歌：瀬名

## 漫画
- 虎向ひゅうら 『ほしフル〜星藤学園天文同好会〜』 原作：F&C・FC01、角川書店『月刊コンプエース』連載、〈カドカワコミックス・エース〉、全1巻
  1. 2008年5月22日発売[1]、ISBN 978-4-04715-017-1